# Eucythere declivis
Eucythere declivis är en kräftdjursart som först beskrevs av Norman 1865.  Eucythere declivis ingår i släktet Eucythere och familjen Eucytheridae. Arten är reproducerande i Sverige. Inga underarter finns listade i Catalogue of Life.